# Collegium Ramazzini
Fondato nel 1982, il Collegium Ramazzini è un'accademia internazionale indipendente costituita da 180 membri, invitati, provenienti da oltre 30 nazioni. I suoi membri sono esperti di fama internazionale nel campo della salute e dell'ambiente e tra essi si annoverano:
Dr. Joseph Graziano,
Dr. David Eastmond
Dr. David Ozonoff,
Dr. T.K. Joshi,
Dr. Mohamed Jeebhay,
e
Dr. Giuliano Franco.
Ha preso il nome dal medico italiano Bernardino Ramazzini ed è stata fondata da Irving Selikoff, Cesare Maltoni e altri eminenti scienziati nel 1982. Lo scopo del Collegium Ramazzini è di far progredire lo studio dei problemi della salute nel campo occupazionale e ambientale. Attraverso i suoi soci e attività, si cerca di ampliare la scoperta scientifica e i centri sociopolitici che dovranno agire su queste scoperte e progressi nel campo della salute e della sicurezza.

## Seminari
Uno degli scopi del Collegium è quello di ospitare conferenze, simposi e seminari atti ad esporre a scienziati, medici e politici le scoperte nel campo della sanità e della sicurezza sul lavoro. Il seminario Ramazzini Days 2011  si è tenuto a Carpi.
Nel 2012, il simposio "Environment and health in political agenda" si è tenuto a Montevideo, in Uruguay nel periodo 22–24 marzo. La conferenza è stata organizzata congiuntamente dal Collegium Ramazzini e dalla Universidad Republica Oriental de Uruguay. Il seminario è stato dedicato al Dr. Jenny Pronczuk De Garbino (1947-2010), Fellow del Collegium Ramazzini ed esperto di malattie dell'infanzia.

## Premi
Oltre ad incontri e pubblicazioni, il Collegium assegna annualmente dei riconoscimenti.

### Premio Ramazzini
Il Premio Ramazzini, istituito nel 1984, viene assegnato ogni anno a scienziati che secondo il Collegium hanno dato contributi eccezionali alla promozione degli obiettivi di Bernardino Ramazzini verso la tutela della salute pubblica.
Il premio è stato assegnato a:
- 2015: Philippe Grandjean (Danimarca) per la sua lunga carriera nel condurre e promuovere la ricerca sulla salute ambientale, in particolare per il suo lavoro pionieristico sugli effetti del metilmercurio.
- 2014: Benedetto Terracini per i suoi contributi come pioniere della moderna epidemiologia occupazionale in Italia e in tutto il mondo. Il suo lavoro è stato costantemente dedicato a migliorare la salute dei lavoratori attraverso la sua attività di ricerca sull'amianto e altre esposizioni occupazionali e ambientali.
- 2013: John R. Froines (USA), per la sua brillante carriera incentrata sulla ricerca della salute e la difesa dell'ambiente, in particolare per il suo lavoro pionieristico nello sviluppare gli studi sul piombo e le polveri di cotone nell'esposizione professionale negli Stati Uniti e il suo lavoro in California, che hanno portato alla rilevazione delle emissioni de motori diesel come un elemento significativo di inquinante tossico, consentendo così di preservare la salute e la vita di milioni di persone.
- 2012: Sheldon W. Samuels (USA), per la sua influenza sugli studi per migliorare le condizioni di sicurezza e salute sul lavoro di tutti i lavoratori e nel promuovere, su base morale e scientifica, migliori condizioni per la salute sul lavoro e nell'ambientale.
- 2011: Morris Greenberg (Regno Unito), per il suo contributo fondamentale alla medicina del lavoro nel Regno Unito e la sua lunga carriera dedicata alla salute, alla sicurezza e al benessere dei lavoratori.
- 2010: Marja Sorsa (Finlandia), per la sua influenza scientifica nel promuovere gli aspetti etici della ricerca sulla salute occupazionale e ambientale.
- 2009: Sua altezza reale, principessa Chulabhorn Mahidol di Thailandia, per la sua visione, ma anche la sua influenza e azione, per l'attuazione degli ideali di Bernardino Ramazzini nel suo paese e in tutta la regione Asia-Pacifico.
- 2008: Massimo Crespi (Italia), per il suo contributo scientifico e istituzionale nei confronti della prevenzione, lo screening e la diagnosi precoce del cancro ; e Bernard Goldstein (USA),  per i suoi contributi alla comprensione degli effetti sulla salute di sostanze tossiche come il benzene e la sua promozione della scienza come mezzo per migliorare la politica sanitaria ambientale e occupazionale.
- 2007: Fiorella Belpoggi (Italia), per aver incrementato l'uso di saggi biologici a lungo termine per determinare il rischio di cancro derivanti dagli agenti presenti nell'ambiente industriale e generale.
- 2006: Anders Englund (Svezia), per i suoi importanti contributi alla salute dei lavoratori nel settore delle costruzioni in tutto il mondo e Hans-Joachim Woitowitz (Germania),  per i suoi importanti contributi alla prevenzione delle malattie professionali.
- 2005: Lorenzo Tomatis (Italia), per il suo eccezionale contributo alla prevenzione del cancro, in particolare nell'identificazione degli agenti industriali.
- 2004: Herbert L. Needleman (USA), per il suo notevole lavoro scientifico, che ha fortemente contribuito alla difesa della salute dei bambini e del pubblico in generale.
- 2003: Olav Axelson (Svezia),per il suo notevole lavoro scientifico, che ha fortemente contribuito alla difesa della salute dei lavoratori e del pubblico in generale.
- 2002: Myron A. Mehlman (USA), per la sua dedizione e il servizio coraggioso come tossicologo, autore ed editore che ha migliorato la vita di uomini e donne che lavorano in tutto il mondo.
- 2000: Eula Bingham (USA), per il suo impegno, nel corso della sua intera vita, ed i contributi dati per la salute sul lavoro negli Stati Uniti e in tutto il mondo.
- 1998: Joseph Ladou (USA), per il suo importante studio in nuovi settori della medicina del lavoro e Jorma Rantanen (Finlandia), per i suoi contributi eccezionali allo studio delle malattie professionale e alla loro prevenzione.
- 1997: Samuel Milham (USA), per il suo eccezionale contributo alla epidemiologia delle malattie professionali, con particolare riferimento al rischio cancerogeno da campi elettromagnetici.
- 1996: John C. Bailar III (USA), per i suoi importanti contributi alla conoscenza delle tendenze epidemiologiche e per la prevenzione del cancro
- 1995: Cesare Maltoni (Italia), per i suoi studi sulla identificazione della cancerogenicità di molti agenti industriali e J. Carl Barrett (USA), per la sua realizzazione della comprensione delle determinanti molecolari del cancro.
- 1994:  David G. Hoel (USA), per il suo contributo alla conoscenza scientifica degli effetti oncogeni delle radiazioni nucleari.
- 1993:  Yasunosuke Suzuki (USA), per il suo contributo alla conoscenza scientifica sulla patologia del mesotelioma tra i lavoratori esposti all'amianto.
- 1992:  Luigi Giarelli (Italia), per il suo lavoro unico sulle patologie a base epidemiologia per quanto riguarda i tumori professionali.
- 1991:  Alice M. Stewart (Regno Unito), per i suoi studi classici sulla carcinogenesi da radiazioni ionizzanti sugli esseri umani, con particolare riguardo all'esposizione a basse dosi e Friedrich Pott (Germania), per il suo contributo alla conoscenza della carcinogenesi da fibre naturali ed artificiali .
- 1990:  Lars Ehrenberg (Svezia), per i suoi studi di base sulla genotossicologia molecolare, con particolare riguardo alla mutagenesi e cancerogenesi.
- 1989:  David P. Rall (USA), per aver sviluppato progressi nella conoscenza del rapporto tra l'ambiente e la salute umana e Takeshi Hirayama (Giappone),  per i suoi contributi alla conoscenza del ruolo dello stile di vita nella genesi del cancro.
- 1988:  Johannes Clemmesen (Danimarca), per il suo lavoro pionieristico sulla epidemiologia del cancro e Thomas F. Mancuso (USA),  per la sua ricerca sui rischi cancerogeni occupazionali.
- 1987:  Dietrich F.K. Schmahl (Germania), per il suo brillante lavoro, che tanto ha contribuito alla conoscenza scientifica in materia di malattie ambientali e occupazionali - e al suo utilizzo per la prevenzione della sofferenza umana.
- 1986:  Arthur C. Upton (USA), per il suo basilare contributo alla conoscenza delle radiazioni cancerogene.
- 1985:  Alberto Bisetti (Italia), per il suo contributo clinico alla cura delle malattie polmonari, in particolare quelle che interessano i lavoratori e Norton Nelson (USA),  per aver chiarito l'associazione degli agenti ambientali con la malattia umana.
- 1984:  Muzaffer Aksoy (Turchia) e Enrico C. Vigliani (Italia), per il loro contributo alla scoperta degli effetti tossici e leucemogeni del benzene.

### Premio Irving J. Selikoff
Dal 1993 il Collegium Ramazzini ha istituito il Premio Irving J. Selikoff. Il premio è assegnato periodicamente ad uno scienziato o umanista, riconosciuto a livello internazionale, i cui studi e realizzazioni hanno contribuito alla tutela della salute dei lavoratori e dell'ambiente.
Vincitori:
- 1994 - Professor Cesare Maltoni
- 1995 - Professor Antonio Giordano
- 2006 - Professor Yasunosuke Suzuki
- 2007 - Dr. Morando Soffritti
- 2008 - Dr. Philip J. Landrigan
- 2009 - Dr. Stephen M. Levin

## Pubblicazioni
Il Collegium Ramazzini è stato fonte di prima pubblicazione di molti articoli scientifici in seguito ripubblicati in altre riviste specializzate in peer review.
Il Collegium Ramazzini ha pubblicato editoriali dei suoi presidenti e articoli in riviste scientifiche peer reviewed chiedendo, tra l'altro, un bando internazionale verso l'uso dell'amianto nel
1999,
2005,
2010  e
2012.